# Брдув
Брдув — деревня в Польше, в Великопольском воеводстве, в Кольском повяте, гмина Бабяк. До 1870 года имела статус города. В Брдуве проживает приблизительно 1 000 жителей.